# Одрехівські
Одрехі́вські — родина українських народних різьбярів.
- Павло Васильович (5 липня 1899, Вілька — 31 березня 1973, Львів) — майстер рельєфного різьблення на дереві, яким оздоблював декоративні тарілки, скриньки, палиці, попільнички, касетки тощо. Його сини:
  - Василь Павлович (18 лютого 1921, Вілька — 17 грудня 1996, Львів) — майстер тематичної скульптури, портретів з дерева; заслужений діяч мистецтв УРСР з 1964 року.
  - Іван Павлович (10 жовтня 1923, Вілька — 4 грудня 1994, Львів) — майстер тематичної скульптури з дерева.

Сини Василя Павловича
- Володимир Васильович (нар. 14 травня 1955, Львів) — скульптор, педагог та мистецтвознавець. Народний художник України з 2009 року.
- Роман Васильович (нар. 2 липня 1959, Львів) — майстер різьблення на дереві та художнього скла, мистецтвознавець і педагог.

Твори майстрів зберігаються в музеях Києва і Львова.